# Pascual Jordan

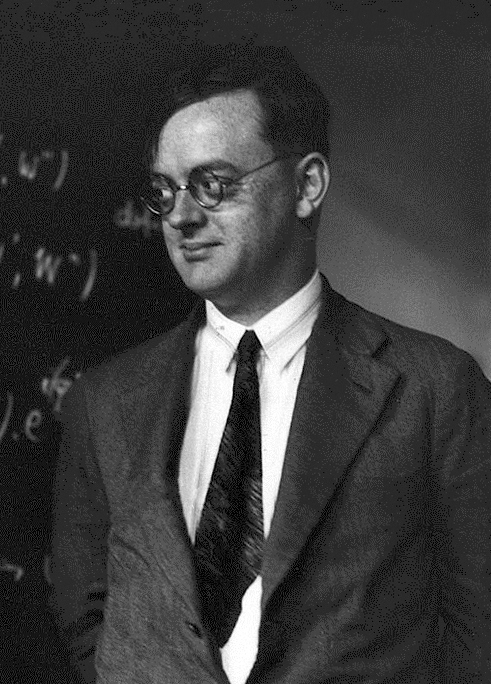
Pascual Jordan in den 1920er Jahren

Ernst Pascual Jordan (* 18. Oktober 1902 in Hannover; † 31. Juli 1980 in Hamburg) war ein deutscher theoretischer Physiker und Politiker.
Pascual Jordan wirkte maßgeblich an der Entwicklung und mathematischen Formulierung der Quantenmechanik mit. Darüber hinaus begründeten seine Arbeiten die Quantenfeldtheorie. Er war ordentlicher Physikprofessor an der Universität Rostock (ab 1935), an der Humboldt-Universität Berlin (1944–1945) und an der Universität Hamburg (1953–1971).
Jordan war nach dem Krieg als evangelisch-rechtskonservativer Politiker aktiv.

## Leben
Ernst Pascual Jordan war der Sohn des Malers Ernst Pasqual Jordan.
Sein Name leitet sich von seinem spanischen Vorfahren Pascual Jorda ab, der sich nach den napoleonischen Kriegen in Hannover ansiedelte. Pascual Jordan studierte nach dem Abitur auf dem Bismarck-Realreformgymnasium in Hannover ab 1921 Mathematik, Physik und Zoologie an der Technischen Hochschule Hannover und ab 1923 an der Universität Göttingen, wo er 1924 bei Max Born promoviert wurde.
Er arbeitete danach mit Max Born, damals Direktor der Abteilung für Theoretische Physik, und dessen Assistenten Werner Heisenberg. Ihre bahnbrechenden Ergebnisse veröffentlichten die drei 1925 in zwei Aufsätzen Zur Quantenmechanik.
Die mathematische Formulierung kam dabei hauptsächlich von Jordan, der vorher Assistent von Richard Courant gewesen war. Zu dieser Zeit schrieb Jordan außerdem mit James Franck das Buch Anregung von Quantensprüngen durch Stöße, Springer, Berlin 1926.
Nach seiner Habilitation 1926 zum Thema Zur Theorie der Quantenstrahlung wurde er im folgenden Jahr zunächst Privatdozent in Hamburg und erhielt dann 1929 eine außerordentliche Professur an der Universität Rostock. 1935 wurde er dort auf den Lehrstuhl für Theoretische Physik berufen.
Bereits seit 1930 veröffentlichte Jordan politische Artikel unter dem Pseudonym Ernst Domeier in rechtsextremen Publikationen, wie in den 1990er Jahren bekannt wurde. Zum 1. Mai 1933 trat Jordan der NSDAP (Mitgliedsnummer 2.810.642) und zum 4. November desselben Jahres der SA bei. Trotz seiner nationalistischen Einstellungen lehnte er Bewegungen wie die Deutsche Physik ab. Er würdigte in seinem 1936 erschienenen populärwissenschaftlichen Buch Die Physik des 20. Jahrhunderts ausdrücklich die Leistungen jüdischer Physiker. Er versuchte sogar, die Nationalsozialisten davon zu überzeugen, dass die moderne Physik das beste Mittel gegen den Kommunismus sei.
Nancy Greenspan schreibt in ihrer Biographie von Max Born, Jordan sei einer der wenigen Besucher James Francks und Max Borns nach Francks ostentativem Rücktritt anlässlich der Machtergreifung der Nationalsozialisten 1933 gewesen. Er war über dessen Behandlung und die drohende Entlassung Borns sehr aufgebracht und äußerte diesem gegenüber, er selbst hätte dies vielleicht verhindern können, wenn er Mitglied der NSDAP gewesen wäre. Wenige Tage später trat er in die NSDAP ein.
Sein Eintreten für den Nationalsozialismus brachte ihm anscheinend keine Vorteile für seine Karriere. Man schien ihm sogar zu misstrauen. So war er an wichtigen Kriegsprojekten nicht beteiligt. Seit 1939 arbeitete er als Meteorologe bei der Luftwaffe, danach in einem physikalischen Institut der Kriegsmarine. 1944 wurde er mit Werner Heisenbergs Unterstützung als Nachfolger von Max von Laue Ordinarius an der Humboldt-Universität.
Nach Ende des Zweiten Weltkriegs und der nationalsozialistischen Herrschaft verhinderte sein politisches Verhalten zunächst eine akademische Tätigkeit. Erst nach der Entnazifizierung 1947 erhielt er zunächst auf Empfehlung Wolfgang Paulis eine Gastprofessur in Hamburg. 1953 wurde er dort Ordentlicher Professor bis zu seiner Emeritierung im Jahre 1971.

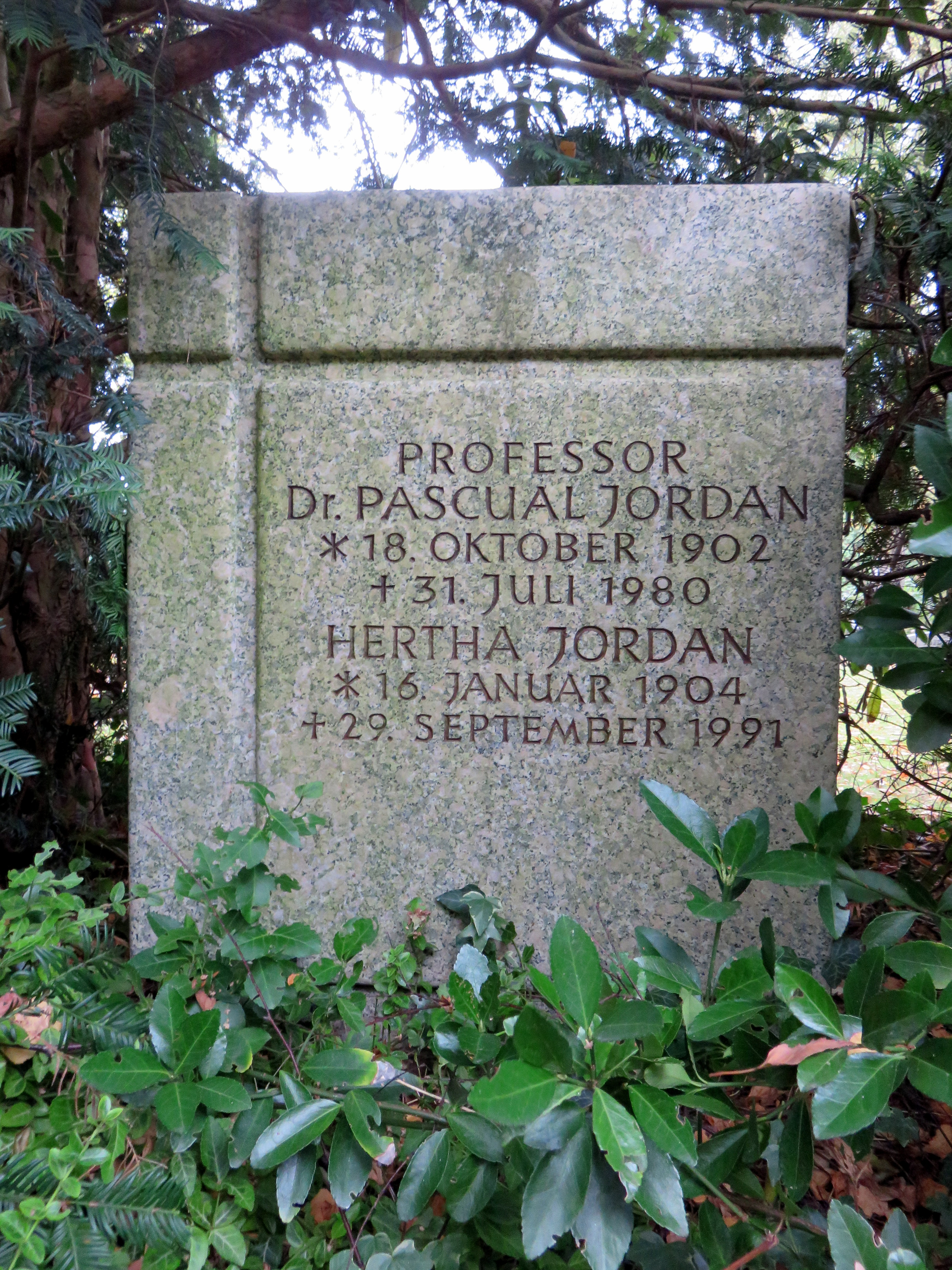
Grab Pascual Jordan auf dem Friedhof Ohlsdorf

Als Pauli ihn fragte, wieso er im „Dritten Reich“ „solche Dinge“ schreiben konnte, antwortete er nur, wieso Pauli die denn gelesen habe. Seine Verwicklung in den Nationalsozialismus war wohl der Grund, warum er als einziger der Begründer der Quantenmechanik und der Quantenfeldtheorie keinen Nobelpreis erhielt. Für Schweber war er ein „…tragic unsung hero of quantum field theory“. Albert Einstein schlug ihn zweimal Mitte der 1920er Jahre vor und Eugene Wigner 1979.
Von 1957 bis 1961 war Jordan Mitglied des Deutschen Bundestages für die CDU. Bemerkenswert war seine ablehnende Stellungnahme 1957 gegen die Göttinger Achtzehn (und damit auch gegen Born und Heisenberg) zur Frage der atomaren Bewaffnung der Bundeswehr. Dass er dabei seinem wissenschaftlichen Lehrer Max Born die politische Urteilsfähigkeit absprach, führte zum Zerwürfnis der beiden.
Jordan war Mitbegründer der 1966 entstandenen rechtskonservativen Evangelischen Notgemeinschaft in Deutschland (ENiD). Er war viele Jahre auch ein wichtiges Mitglied im Brüderlichen Kreis, verließ ihn aber nach einem Zerwürfnis in den 1960er Jahren.
Pascual Jordans Grabstätte befindet sich auf dem Ohlsdorfer Friedhof in Hamburg im Planquadrat E 9 südwestlich von Kapelle 4.
Zu seinen Doktoranden zählen Jürgen Ehlers, Wolfgang Kundt, Manfred Trümper, Klaus Bichteler, Wolf Beiglböck und Engelbert Schücking.

## Wissenschaftliches Werk
Zusammen mit Max Born baute Pascual Jordan 1925 die neuartigen Ideen Heisenbergs zu dem konsistenten mathematischen Formalismus der Matrizenmechanik aus. Unter anderem bewies er die von Max Born aufgestellten grundlegenden Vertauschungsregeln der Quantenmechanik (zum Beispiel zwischen Impulsoperator und Ortsoperator). Unabhängig von Paul A. M. Dirac stellte er die Transformationstheorie auf, eine abstraktere Formulierung der Quantenmechanik.
1927 legte er die Grundlagen zur Quantenfeldtheorie, die er in Arbeiten mit Oskar Klein, Eugene Wigner und Wolfgang Pauli im folgenden Jahr ausbaute.
Bei der Suche nach einer Erweiterung des quantenmechanischen Formalismus fand er eine mathematische Struktur, die seitdem als Jordan-Algebra bekannt ist und einen neuen Zweig der Algebra begründete. Sein eigentliches Ziel war ein von Konzepten der klassischen Physik weitgehend unabhängiger quantenmechanischer Formalismus.
Er fand auch die Fermi-Dirac-Statistik (die er Pauli-Statistik nannte) 1925 gleichzeitig oder sogar vor Enrico Fermi und Paul Dirac; das Manuskript wurde aber ein halbes Jahr von Max Born unauffindbar verlegt, so dass es für eine Publikation zu spät war. Max Born berichtet darüber in seiner Autobiographie und hatte deshalb zeitlebens ein Schuldgefühl gegenüber Jordan.
Mitte der 1930er Jahre wandte er sich von der Quantenfeldtheorie ab und wandte sich der Biologie zu. Seine Versuche, auch hier die Quantentheorie anzuwenden, erwiesen sich letztlich als nicht erfolgreich. Seiner Meinung nach gab es irgendwo in der Zelle einen Mechanismus, der zufällige Quantenereignisse verstärken und so in makroskopische Vorgänge überführen konnte. In den Experimenten der Röntgenbestrahlung von Zellen der damaligen Genetik versuchte er, diesem auf die Spur zu kommen. Ein Motiv von Jordan war wohl, mit Hilfe der Quantenmechanik den Determinismus der klassischen Physik in der Erklärung des Lebens zu überwinden.
In der Nachkriegszeit lag sein Arbeitsschwerpunkt auf der unter dem Nationalsozialismus verfemten Allgemeinen Relativitätstheorie und verwandten Themen (Kosmologie, Gravitationsphysik). Er leistete damit einen wichtigen Beitrag, dass dieses Forschungsgebiet in Deutschland auf hohem Niveau reetabliert wurde (seine Studenten waren neben anderen Engelbert Schücking, Wolfgang Kundt und Jürgen Ehlers). Er selbst arbeitete an einer Idee von Paul Dirac über eine zeitlich veränderliche Gravitationskonstante im Rahmen einer Skalar-Tensor Theorie, die er schon in den 1940er Jahren entwickelte und die er 1952 in seinem Buch Schwerkraft und Weltall darstellte. Eine ähnliche Theorie (Brans-Dicke-Theorie) wurde später von Carl H. Brans und Robert Dicke formuliert, wobei der Schwerpunkt ihrer Betrachtung in einer Umsetzung des Machschen Prinzip lag. So erklärte er die Kontinentalverschiebung als Folge einer sich ausdehnenden Erdkugel (Expansionstheorie). Diese Erklärung gilt heute als widerlegt.
In Hamburg hielt er viele populärwissenschaftliche Vorträge und schrieb seit den 30er Jahren einige Bücher, die sich an eine breite Leserschaft richteten.
Jordan wurden für seine wissenschaftlichen Leistungen unter anderem die Max-Planck-Medaille (1942), die Carl-Friedrich-Gauß-Medaille (1955), der Preis der Gravity Research Foundation in New Boston (1967) und der Konrad-Adenauer-Preis der Deutschland-Stiftung (1970) verliehen. Von 1963 bis 1967 war er Präsident der Akademie der Wissenschaften und der Literatur Mainz.
In seinem Essay Die weltanschauliche Bedeutung der modernen Physik kommt er zu dem Schluss, dass die materialistische Naturphilosophie im Widerspruch zu wissenschaftlichen Erkenntnissen steht.

## Werke (Auswahl)
- mit Max Born Elementare Quantenmechanik, Springer Verlag 1930
- mit James Franck Anregung von Quantensprüngen durch Stöße, Springer Verlag 1926
- Statistische Mechanik auf quantentheoretischer Grundlage, Vieweg 1933, 2. Auflage 1944
- Anschauliche Quantentheorie: eine Einführung in die moderne Auffassung der Quantenerscheinungen, Springer Verlag 1936
- Die Physik des 20. Jahrhunderts, Vieweg 1936, 8. Auflage 1949, englische Ausgabe, New York 1944
  - Neuauflagen unter Atom und Weltall: Einführung in den Gedankeninhalt der modernen Physik, Vieweg 1956, 1960
- Die Physik und das Geheimnis des organischen Lebens. 1941.
- Die Herkunft der Sterne. Wissenschaftliche Verlagsgesellschaft mbH, Stuttgart 1947.
- Der Ursprung des Eiweiß-Lebens. In: Wolfgang Dennert (Hrsg.): Die Natur - das Wunder Gottes. Bonn 1950.
- Forschung macht Geschichte. Vittorio Klostermann, Frankfurt am Main 1954
- Schwerkraft und Weltall: Grundlagen der theoretischen Kosmologie Vieweg 1952 (überarbeitet 1955).
- Das Bild der modernen Physik. Stromverlag, Hamburg-Bergedorf 1947, Ullstein 1957
- Wie sieht die Welt von morgen aus? Paul List Verlag, München 1958
- Der Naturwissenschaftler vor der religiösen Frage. 1963, Quell Verlag 1989
- Die Expansion der Erde: Folgerungen aus der Diracschen Gravitationshypothese, Vieweg 1966 (englische Übersetzung The expanding earth, Oxford, Pergamon Press 1971)
- Albert Einstein, Frauenfeld, Stuttgart 1969
- Schöpfung und Geheimnis. Antworten aus naturwissenschaftlicher Sicht, Stalling Verlag 1970
- Erkenntnis und Besinnung, Stalling Verlag 1972
- Begegnungen, Stalling Verlag 1976
- Die weltanschauliche Bedeutung der modernen Physik. München: Klinger Verlag 1971
- Early Years of Quantum Mechanics: Some Reminiscences. In: Mehra: The Physicists Concept of Nature. Reidel, 1973.
- Pascual Jordan Die Anfangsjahre der Quantenmechanik - Erinnerungen, Phys. Blätter, März 1975 (ursprünglich in Jagdish Mehra (Hrsg.) The physicists concept of nature, Reidel 1973)
- Über die Zukunft der Physik, Phys. Blätter, November 1970, Online
- Ergebnisse und Probleme der erweiterten Gravitationstheorie, Phys. Blätter, Dezember 1954, Online
- Dirac-Hypothese und Erdexpansion, Phys. Blätter, Oktober 1966, Online
- Über eine neue Begründung der Quantenmechanik, Nachr. Göttinger Akad.Wiss. 1926, S. 161 Online
- Über eine Klasse nicht-assoziativer hyperkomplexer Algebren, Nachr.Gött.Akad.Wiss. 1932, S. 569 Online (Jordanalgebren)
- Über Verallgemeinerungsmöglichkeiten des Formalismus der Quantenmechanik, Nachr.Gött.Akad.Wiss. 1933, S. 209 Online (Jordanalgebren)
- Born, Jordan Zur Quantenmechanik, Zeitschrift für Physik 1925, englische Übersetzung (Memento vom 19. Februar 2008 im Internet Archive)
- Born, Heisenberg, Jordan Zur Quantenmechanik II, Zeitschrift für Physik 1926, englische Übersetzung (Memento vom 20. April 2008 im Internet Archive)